# 守護国界章
『守護国界章』（しゅごこっかいしょう）とは、弘仁9年（818年）に天台宗の最澄が、法相宗の徳一の『中辺義鏡』に対し反論した書である。

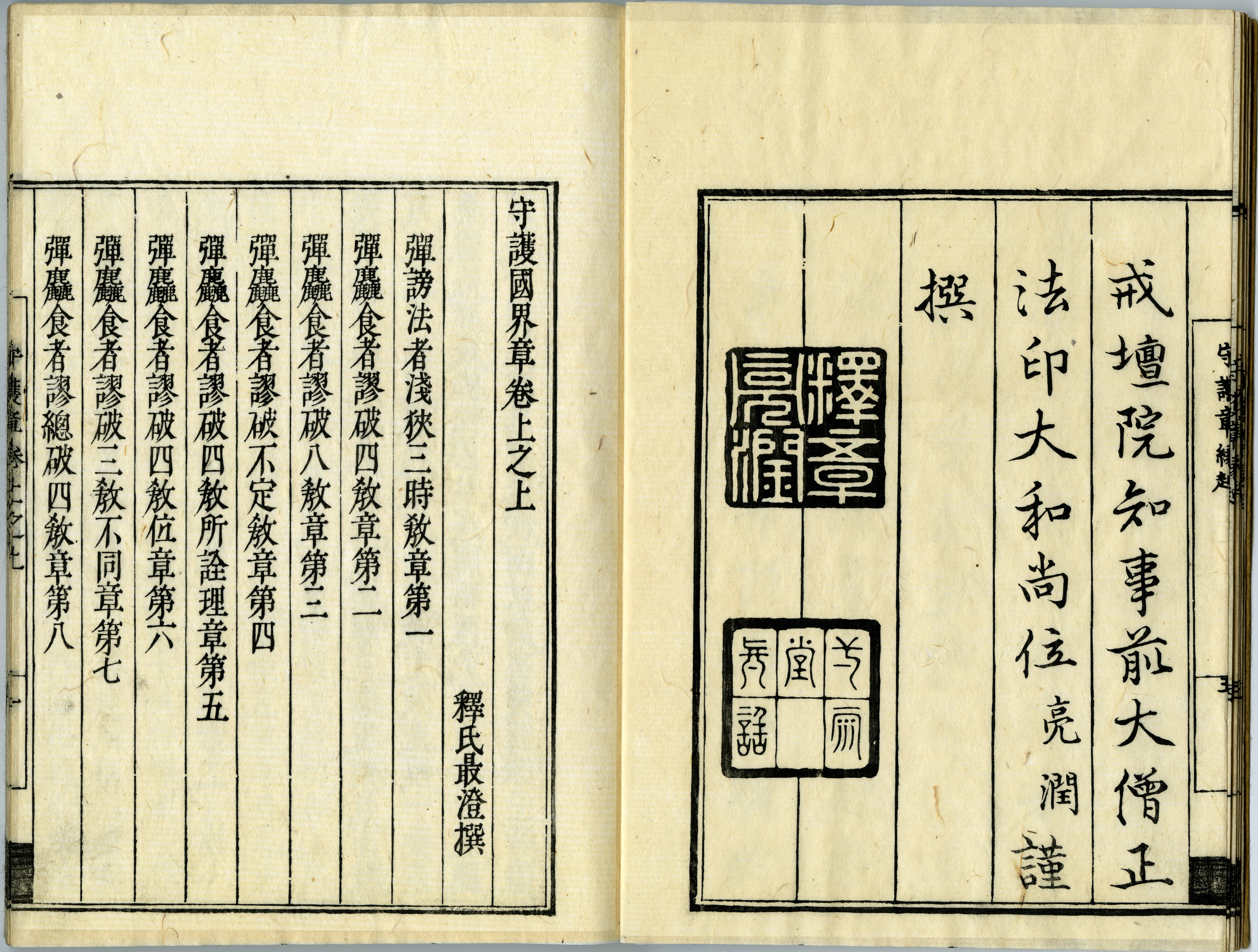
享保18年刊の最澄『守護国界章』の版本（部分）

## 概要
『守護国界章』は全9巻からなり、徳一・最澄論争を代表する著作の一つである。徳一『中辺義鏡』は現存していないが、本書がほぼ全文を引用しながら逐一反論しているものと思われる。主な内容は以下のとおり。
- 法相宗の三時教判批判（巻上之上「謗法者の浅狭なる三時教を弾ずる章・第一」）
- 天台宗の教判への批判に対する反論（巻上之上「麁食者、謬りて四教を破するを弾ずる章・第二」〜巻上之下「麁食者、謬りて五味を破するを弾ずる章・第九」）
- 止観をめぐる論争（巻上之下「麁食者、謬りて止観を破するを弾ずる章・第十」〜「謗法者の大小交雑せる止観を弾ずる章・第十三」）
- 『法華玄義』への批判に対する反論（巻中之上「麁食者、謬りて妙法を破するを弾ずる章の第一」〜巻中之中「麁食者の経体を駁するの章の第八」）
- 『法華文句』への批判に対する反論（巻中之中「如来の使、伝ふる所の法華正宗の文を助照する章の第九」〜巻中之下「麁食者、示す所の三事の体を駮する章の第二十六」）
- 仏性・一乗をめぐる論争（巻下之上「麁食者、謬りて一切の有情皆悉く成仏するを破するを弾ずる章の第一」〜巻下之下「謗法者、法華を謗する詞を弾ずる章の第十二」）

## テキスト
- 『伝教大師全集』巻2
- 『大正新脩大蔵経』巻74
- 安藤俊雄・薗田香融校注『最澄 ―顕戒論・山家学生式　他5篇―（原典・日本仏教の思想2）』（岩波書店、1991年）（抄訳）